# 猪俣弘司
猪俣 弘司（いのまた ひろし、1954年〈昭和29年〉3月9日 - ）は、日本の外交官。
外務省アジア大洋州局南部アジア部部長、在サンフランシスコ総領事館総領事、パキスタン駐箚特命全権大使、オランダ駐箚特命全権大使などを歴任した。

## 概要
東京都出身。1977年10月、早稲田大学法学部在学中に、外務公務員採用上級試験に合格する。1978年、早稲田大学を卒業して、外務省に入省した。2013年7月30日からパキスタン駐箚特命全権大使、2016年1月26日からオランダ駐箚特命全権大使。

## 略歴

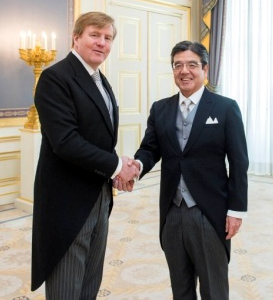
2016年3月23日、ノールドエインデ宮殿にてウィレム＝アレクサンダー国王（左）に信任状を捧呈

- 1981年（昭和56年）7月 外務省アジア局
- 1983年（昭和58年）9月 外務省経済協力局
- 1986年（昭和61年）1月 外務省北米局安全保障課
- 1988年（昭和63年）9月 在タイ日本国大使館一等書記官
- 1991年（平成3年）5月 在アメリカ合衆国日本国大使館一等書記官
- 1994年（平成6年）1月 外務省大臣官房総務課首席事務官
- 1995年（平成7年）7月 外務省条約局国際協定課長
- 1997年（平成9年）7月 外務省北米局日米安全保障条約課長
- 1998年（平成10年）5月 在英国日本国大使館参事官
- 2001年（平成13年）3月 在大韓民国日本国大使館公使
- 2004年（平成16年）2月 内閣官房副長官補室内閣参事官
- 2006年（平成18年）8月 外務省大臣官房審議官（国際法局担当）
- 2008年（平成20年）7月 外務省アジア大洋州局南部アジア部長
- 2010年（平成22年）8月 駐サンフランシスコ総領事[1]
- 2013年（平成25年）7月30日 パキスタン駐箚特命全権大使[2][3]
- 2016年（平成28年）1月26日 オランダ駐箚特命全権大使[4]

## 同期

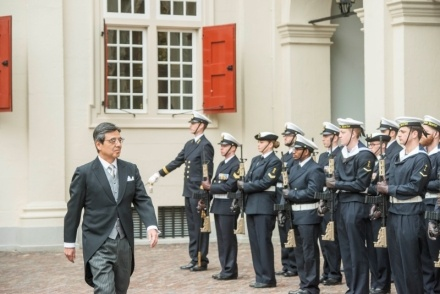
2016年3月23日、信任状の捧呈に際してオランダの儀仗隊を巡閲

- 宮家邦彦（キヤノングローバル戦略研究所研究主幹、立命館大学客員教授）
- 新井勉（13年駐カメルーン大使）
- 小井沼紀芳（13年駐ザンビア大使）
- 大嶋英一（12年駐フィジー大使）
- 辻優（13年駐オランダ大使・12年駐クロアチア大使）
- 水上正史（12年駐アルゼンチン大使・10年外務省中南米局長）
- 菅沼健一（12年駐ブルネイ大使・09年駐ジュネーブ日本政府代表部大使）
- 貝谷俊男（13年駐グルジア大使）
- 二石昌人（13年駐ブルキナファソ大使）
- 篠原守（13年駐コスタリカ大使）
- 岡田憲治（16年駐ベネズエラ大使）
- 松富重夫（14年駐イスラエル大使・12年外務省国際情報統括官・10年外務省中東アフリカ局長）
- 梅田邦夫（14年駐ブラジル大使）
- 草賀純男（13年ニューヨーク総領事）
- 軽部洋（16年駐コンゴ民主共和国大使）